# Diborano
El diborano es el compuesto químico que consiste de boro e hidrógeno con la fórmula B2H6. Es un gas incoloro y fuertemente pirofórico a temperatura ambiente, con un olor dulce repulsivo. El diborano se mezcla bien con el aire, formando fácilmente mezclas explosivas. El diborano se encenderá espontáneamente en aire húmedo a temperatura ambiente. Algunos sinónimos son boroetano, hidruro de boro, y hexahidruro de diboro.
El diborano es un compuesto clave de boro con una diversidad de aplicaciones. El compuesto está clasificado como "endotérmico", lo que significa que su entalpía de formación, ΔH°f, es positivo (36 kJ/mol). A pesar de su inestabilidad térmica, el diborano es cinéticamente robusto y exhibe una extensa química, mucha de la cual involucra la pérdida de hidrógeno.

## Estructura y enlace

diboradino

El diborano adopta una estructura D2h que contiene cuatro átomos de hidrógeno terminales y dos de puente. El modelo determinado por la teoría de orbitales moleculares indica que los enlaces entre el boro y los átomos de hidrógeno terminales son enlaces covalentes convencionales de 2-centros, 2-electrones. Sin embargo, el enlace entre los átomos de boro y los átomos de hidrógeno de puente es diferente al de moléculas como los hidrocarburos. Habiendo usado dos electrones en el enlace a los átomos de hidrógeno terminales, cada átomo de boro tiene sólo un electrón de valencia restante para enlaces adicionales. Los átomos de hidrógeno de puente proveen un electrón cada uno. Entonces, el anillo de B2H2 se mantiene unido con cuatro electrones, siendo un ejemplo de enlace de 3 centros y 2 electrones. Este tipo de enlace es llamado algunas veces un 'enlace banana'. Las longitudes de los enlaces B-Hpuente y B-Hterminal son 1.33 y 1.19 Å respectivamente, y esta diferencia en las longitudes de estos enlaces refleja la diferencia en su fuerza, siendo los enlaces B-Hpuente relativamente más débiles. La estructura es isoelectrónica con C2H62+, que surgiría de la diprotonación de la molécula plana de eteno. El diborano es uno de muchos compuestos con tales enlaces inusuales.
De los otros elementos en el Grupo 13, el galio es conocido por formar un compuesto similar, el digalano, Ga2H6. El aluminio forma un hidruro polimérico, hidruro de aluminio (AlH3)n, aunque también se ha aislado el Al2H6 inestable en hidrógeno sólido, y es isoestructural con el diborano. No se han encontrado aún hidruros de indio y talio.

## Producción y síntesis
El diborano es tan importante y ha sido estudiado tan intensivamente que existen muchas síntesis. La mayoría de preparaciones involucran a reacciones entre donantes de hidrógeno con halogenuros o alcóxidos. La síntesis industrial involucra la reducción del BF3:
2 BF3  +  6 NaH  →  B2H6  +  6 NaF
Dos métodos de laboratorio empiezan del tricloruro de boro con hidruro de aluminio y litio, o de la solución en éter del trifluoruro de boro con el borohidruro de sodio.
Ambos métodos tienen un rendimiento hasta de 30% de diborano:
4 BCl3  +  3 LiAlH4  →  2 B2H6  +  3 LiAlCl4
4 BF3  +  3 NaBH4  →  2 B2H6  +  3 NaBF4
Los métodos más antiguos incluyen la reacción directa de las sales de borohidruro con un ácido no oxidante, como el ácido fosfórico o ácido sulfúrico diluido.
2 BH4−  +  2 H+  → 2H2 +  B2H6
De modo similar, se ha mostrado la oxidación de las sales de borohidruro, y aún es conveniente para preparaciones a pequeña escala:
2 NaBH4  +  I2  → 2 NaI  +  B2H6  +  H2

## Reacciones
El diborano es un reactante altamente reactivo y versátil, que tiene un gran número de aplicaciones. Su esquema de reacción dominante involucra la formación de aductos con bases de LEwis. Frecuentemente, tales aductos iniciales proceden rápidamente para dar otros productos. Reacciona con amoníaco para formar borazano o el diamoniato del diborano, DADB, dependiendo de las condiciones usadas. El diborano también reacciona fácilmente con los alquinos para formar productos alquenos sustituidos, los que pueden sufrir posteriores reacciones de adición.
Es un compuesto altamente pirofórico que reacciona violentamente con el oxígeno del aire en una reacción exotérmica capaz de liberar grandes cantidades de energía, dando lugar a óxido de boro y agua:
B2H6 + 3 O2 → B2O3 + 3 H2O (ΔHr = –2035 kJ/mol = –73,47 kJ/g)
Por ello, a principios de la carrera espacial, se estudió como un combustible potencial para cohetes y ramjets, pero se descartó por su alta peligrosidad y por su elevado coste en aquella época. 
El diborano también reacciona violentamente con el agua para formar hidrógeno y ácido bórico:
B2H6 + 6 H2O → 2 B(OH)3 + 6 H2 (ΔHr = –466 kJ/mol = –16,82 kJ/g)
El compuesto forma complejos con bases de Lewis. Notables son los complejos con el THF y el sulfuro de dimetilo, ambos compuestos líquidos son populares agentes reductores en química orgánica. En estos complejos 1:1, el boro asume una geometría tetraédrica, estando enlazado a tres hidruros y a la base de Lewis (THF o Me2S). El aducto de THF se suele preparar como una solución 1:5 en tetrahidrofurano. El último es indefinidamente estable cuando se almacena en atmósfera de nitrógeno a temperatura ambiente.

## Reactivo en síntesis orgánica
El diborano es un reactivo central en síntesis orgánica para la hidroboración, donde los alquenos adicionan los enlaces B-H en forma cruzada, para dar trialquilboranos:
(THF)BH3  +  3 CH2=CHR  →  B(CH2CH2R)3  +  THF
Esta reacción es regioselectiva, y los productos trialquilboranos pueden ser convertidos
a otros derivados orgánicos útiles. Con alquenos voluminos, se puede preparar especies de forma general [HBR2]2, que también son reactivos muy útiles en aplicaciones más especializadas.
El diborano es usado como un agente reductor complementando la reactividad del hidruro de aluminio y litio. El compuesto reduce fácilmente a los ácidos carboxílicos a los alcoholes correspondientes, mientras que las cetonas reaccionan lentamente.

## Historia
El diborano fue sintetizado por primera vez en el siglo XIX por hidrólisis de boruros de metal, pero no fue analizado. Desde 1912 a 1936, el gran pionero de la química de los hidruros de boro, Alfred Stock llevó a cabo su investigación que condujo a métodos para la síntesis y manejo de los altamente reactivos, volátiles, y frecuentemente tóxicos hidruros de boro. Fue él quien propuso la primera estructura similar al etano para el diborano. La difracción de electrones de S. H. Bauer pareció soportar inicialmente dicha estructura.
Debido a una comunicación personal con Linus Pauling (quien apoyaba la estructura semejante al etano), Hermann Irving Schlesinger no discutió específicamente el enlace de tres centros 2 electrones en su entonces clásica revisión a inicios de la década de 1940. Sin embargo, la revisión discute la estructura C2v en alguna profundidad. "Se reconoce que esta formulación fácilmente concuerda para muchas de las propiedades químicas del diborano...".
En 1943, un estudiante de antegrado del Balliol College, Oxford, H. Christopher Longuet-Higgins, publicó la estructura actualmente aceptada, junto con R. P. Bell. Esta estructura había sido ya descrita en 1921.  Los años siguientes a la propuesta Longuet-Higgins/Bell testimoniaron un debate acalorado sobre la correcta estructura. El debate terminó con la medición de difracción de electrones en 1951 por K. Herberg y V. Schomaker, con la confirmación de la estructura en los esquemas de esta página.
William Nunn Lipscomb, Jr. confirmó más aún la estructura molecular de los boranos usando cristalografía de rayos X en la década de 1950, y desarrolló teorías para explicar su enlace. Posteriormente, aplicó los mismos métodos a problemas relacionados, incluyendo la estructura de los carboranos hacia los que dirigió su investigación futura el ganador del Premio Nobel Roald Hoffmann. Lipscomb recibió el Premio Nobel de Química en 1976 por sus esfuerzos.

## Otros usos
El diborano es utilizado propelentes de cohetes, como vulcanizador de gomas, como un catalizador para la polimerización de hidrocarburos, como un acelerador de llama, y como agente de dopado para la producción de semiconductores. También es un intermediario en la producción de boro de alta pureza para la producción de semiconductores.

## Seguridad
Los efectos tóxicos del diborano son debidos principalmente a sus propiedades irritantes. La exposición por cortos períodos al diborano puede causar una sensación de pesadez del pecho, falta de aliento, tos, y mareo. Estos signos y síntomas pueden ocurrir inmediatamente o pueden ser retardados por hasta 24 horas. También puede presentarse irritación de piel y ojos. Los estudios en animales han mostrado que el diborano causa el mismo tipo de efectos observados en humanos.
Las personas expuestas por un período largo a pequeñas cantidades de diboran han experimentado irritación respiratoria, convulsiones, fatiga, somnolencia, confusión, y ocasionales temblores transientes.

## Lecturas posteriores
H. C. Brown "Organic Synthesis via Boranes" John Wiley, New York, 1975. ISBN 0-471-11280-1.